# Chodźki
Chodźki – wieś w Polsce położona w województwie podlaskim, w powiecie suwalskim, w gminie Raczki.
| SIMC    | Nazwa           | Rodzaj    |
| ------- | --------------- | --------- |
| 1013453 | Linia Dziarnowa | część wsi |
| 1013482 | Linia Leśna     | część wsi |

W latach 1975–1998 miejscowość administracyjnie należała do województwa suwalskiego.